# Норт, Хизер
Хи́зер Норт (англ. Heather North; 13 декабря 1945, Пасадина, Калифорния — 29 ноября 2017, Студио-Сити, Калифорния) — американская актриса кино, телевидения и озвучивания. Наиболее известна озвучиванием Дафни Блейк во франшизе «Скуби-Ду» в течение многих лет. Официальный голос этой девушки с 1970 по 1985 год и позднее с 1997 по 2003 год.

## Биография
Хизер Мэй Норт родилась 13 декабря 1945 года в городе Пасадина (штат Калифорния, США).
О начале своей карьеры Норт говорила так: «С 11 лет я работала во всём — от телевизионных эпизодов до театра и мюзиклов. В то время у меня была повторяющаяся роль в „Днях нашей жизни“». Тем не менее база данных IMDb указывает, что карьера Норт началась в 1963 году (актрисе было 17-18 лет), сериал «Дни нашей жизни» был запущен в 1965 году и снималась именно в нём Норт с 1967 по 1972 год.
В 1963 году состоялся дебют актрисы на телевидении — она снялась в небольшой роли в одном эпизоде известного телесериала «Три моих сына», затем последовал двухлетний перерыв, и в 1965 году Норт появилась в небольших ролях в трёх эпизодах трёх телесериалов и одном кинофильме, после чего была приглашена на главную роль в сериал «Райский залив» — она снялась во всех 156 его эпизодах, однако спустя год проект был закрыт.
В 1970 году Норт прошла кастинг на озвучивание роли Дафни Блейк в зарождающейся франшизе «Скуби-Ду» (тогда об этом, конечно же, никто не знал, это считался достаточно рядовой недлинный приключенческий мультсериал). Именно эта роль и стала главной в карьере актрисы, она озвучивала эту девушку на протяжении многих лет в мультсериалах и полнометражных мультфильмах франшизы.
Хизер Норт скончалась 29 ноября 2017 года в своём доме в районе Студио-Сити (город Лос-Анджелес) от бронхиолита.

### Личная жизнь
22 мая 1971 года Норт вышла замуж за режиссёра и продюсера по имени Уэс Кенни (1926—2015). Жених был на 19 лет старше невесты, что не помешало им прожить вместе 44 года до самой смерти мужчины. От брака остались четверо детей, ни один из них не связан ни с кинематографом, ни с телевидением.

## Фильмография

### Широкий экран
Кроме озвучивания
- 1970 — Я люблю мою… жену[англ.] / I Love My Wife — Бетти
- 1971 — Босой руководитель[англ.] / The Barefoot Executive — Дженнифер Скотт

### Телевидение
Кроме озвучивания
- 1963, 1967 — Три моих сына[англ.] / My Three Sons — Гретхен • Салли (в 2 эпизодах[англ.])
- 1965 — Карен[англ.] / Karen — Карла (в эпизоде Good Neighbor Policy)
- 1965 — Мистер Новак[англ.] / Mr. Novak — Фелиция (в эпизоде Faculty Follies: Part 2)
- 1965 — Гиджет[англ.] / Gidget — Поки (в эпизоде In God, and Nobody Else, We Trust)
- 1965—1966 — Райский залив / Paradise Bay — Китти Морган (в 156 эпизодах)
- 1967 — Беглец / The Fugitive — Мари Дормонд (в эпизоде The Breaking of the Habit[англ.])
- 1967 — The Monkees / The Monkees — Венди • девушка (в эпизоде The Prince and the Paupers[англ.])
- 1967—1972 — Дни нашей жизни / Days of Our Lives — Сэнди Хортон (в 157 эпизодах)
- 1969 — Зелёные просторы / Green Acres — Кэти Бакстер (в эпизоде Oliver's Schoolgirl Crush[англ.])
- 1971 — Любовь по-американски[англ.] / Love, American Style — Эллен (в эпизоде Love and the Only Child)
- 1971 — Айронсайд[англ.] / Ironside — Лори Стоктон (в эпизоде Lesson in Terror[англ.])
- 1971 — Адам-12[англ.] / Adam-12 — Ширли Янг (в эпизоде The Dinosaur[англ.])
- 1972 — История с привидениями[англ.] / Ghost Story — Дейна Эванс (в эпизоде Elegy for a Vampire)

### Озвучивание
- 1970 — Скуби-Ду, где ты! / Scooby-Doo, Where Are You! — Дафни Блейк (в 8 эпизодах)
- 1972—1973 — Новые дела Скуби-Ду / The New Scooby-Doo Movies — Дафни Блейк • Ширли Денисон (в 24 эпизодах)
- 1976 — Чудо-пёс Динамит[англ.] / Dynomutt, Dog Wonder — Дафни Блейк (в 3 эпизодах)
- 1976—1978 — Час Скуби-Ду и Чудо-пса Динамита[англ.] / The Scooby-Doo/Dynomutt Hour — Дафни Блейк • второстепенные персонажи (в 40 эпизодах)
- 1977—1978 — Скуби-Ду: Забавные состязания «Всех мультсупер звёзд»[англ.] / Scooby's All-Star Laff-A-Lympics — Дафни Блейк (в 3 эпизодах)
- 1977—1980 — Капитан Кейвмэн и Юные Ангелы[англ.] / Captain Caveman and the Teen Angels — Лони • второстепенные персонажи (в 39 сегментах[10])
- 1978 — Шоу Скуби-Ду / The Scooby-Doo Show — Дафни Блейк (в эпизоде To Switch A Witch)
- 1979 — Скуби-Ду едет в Голливуд[англ.] / Scooby Goes Hollywood — Дафни Блейк
- 1979—1980 — Скуби и Скрэппи-Ду / Scooby-Doo and Scrappy-Doo — Дафни Блейк (в 11 эпизодах)
- 1980—1982 — Скуби и Скрэппи-Ду[англ.] / Scooby-Doo and Scrappy-Doo — Дафни Блейк (в 18 эпизодах)
- 1981 — Шоу Богатенького Ричи и Скуби-Ду[англ.] / The Richie Rich/Scooby-Doo Show — Дафни Блейк (в эпизоде Sopwith Scooby)
- 1982 — Час Скуби-Ду, Скрэппи-Ду и Щенка Пити[англ.] / The Scooby & Scrappy-Doo/Puppy Hour — Дафни Блейк (в 5 эпизодах)
- 1983—1984 — Новые загадки для Скуби-Ду[англ.] / The New Scooby Doo Mysteries — Дафни Блейк (в 20 эпизодах[11])
- 1985 — 13 призраков Скуби-Ду / The 13 Ghosts of Scooby-Doo — Дафни Блейк (в 13 эпизодах)
- 1988 — Щенок по кличке Скуби-Ду / A Pup Named Scooby-Doo — Дафни Блейк (в эпизоде The Babysitter from Beyond)
- 1997 — Джонни Браво / Johnny Bravo — Дафни Блейк (в эпизоде Bravo Dooby Doo[англ.])
- 2003 — Скуби-Ду и легенда о вампире / Scooby-Doo! and the Legend of the Vampire — Дафни Блейк
- 2003 — Скуби-Ду и монстр из Мексики / Scooby-Doo! and the Monster of Mexico — Дафни Блейк